# Миленка
Миленка или Лубна (укр. Миленка) — правый приток реки Бречь, протекающий по Корюковскому району (Черниговская область, Украина).

## География
Длина — 12 км.
Русло слабо-извилистое, в среднем и верхнем течении пересыхает. Пойма, кроме верхнего течения, частично или полностью занята смешанным лесом (доминирование сосны и березы, в среднем течении — урочище Бречская дача).
Берёт начало на небольшом болотном массиве — западнее села Хотиевка. Река течёт на северо-запад. Впадает в Бречь южнее села Трудовик.
Участок поймы между верхним течением реки Бречь (ручей Бречица) и рекой Миленка занят Бречским ботаническим заказником общегосударственного значения.
Населённые пункты на реке: Лубенец